# Seshat
Seshat var i den fornegyptiska religionen gudinna och guden Thots gemål. 
Hon var skrivkonstens och lärdomens beskyddare och avbildas som en kvinnogestalt med en stjärna ovanför huvudet och klädd i leopardskinn som nådde till fötterna.